# バローネターフ
バローネターフ（欧字名：Baronnet Turf、1972年6月8日 - 1994年11月29日）は日本の競走馬。1977年から1979年にかけて中山大障害を通算5勝した。
半兄にインターヒカリ（京都大障害連覇、阪神障害ステークス〈秋〉）がいる。

## 経歴

### 1975年以前
兄にインターヒカリ（平地競走5勝、障害競走14勝）、ハヤグリーバ（平地8勝、障害1勝）、姉にそれぞれ平地を3勝したスプリングドール、フォエバー、カローラターフをもつバローネターフは厩舎からなかなか期待を受けており、1974年9月8日に東京競馬場でデビューしたが、勝ったイーデンアローから1.5秒離された8着に敗れた。その後も7、5、6、9、12着と負け続けて3歳シーズンを終え、さらに両前足に裂蹄を起こすという状況であり、翌年より矢野幸夫調教師の婿養子である矢野進が調教師として独立した際にバローネターフも転厩した。
その血統から障害入りを早くから検討されており、裂蹄による休養があけた4歳の4月にすでに障害練習を行っていた。そして5月休み明け初戦こそ逃げて2着に粘ったが、その後6月に12頭立ての最下位に敗れると翌月には障害に転向した。初戦となった新潟の障害未出走未勝利では11頭立ての8番人気という評価であり、レースでも襷を越えて大きく後方に置かれていたが、バローネターフは直線だけで先頭集団をごぼう抜きにして勝利を挙げた。その後、新潟で300万以下を3戦目で勝利してオープン入り。中山でのオープン初戦をすでに障害で5勝を挙げていたサクラオンリーから1馬身1/4差の2着と好走すると、続く東京での2戦をいずれもメジロオーサカを破って連勝。バローネターフは4歳にして中山大障害（秋）に出走することになった。
矢野進厩舎としてもこれが初めての重賞挑戦となり、レース1ヶ月前からバローネターフに毎日大竹柵、大土塁を見せるように指示。万全を期して中山大障害に向かった。大障害は4連覇を狙うグランドマーチスが単勝1.1倍の圧倒的人気であり、バローネターフは単勝7.2倍の離れた2番人気に支持された。レースではバローネターフは中段に位置し、3つ目の土塁でゴールドシャトーの落馬のあおりを受けたが、兄のインターヒカリが2回挑戦していずれも転倒した大竹柵は無難に飛越。直線では外から追い込んだがグランドマーチスには敵わず5馬身差の2着だった。

### 1976 - 1977年
5歳となった冬も再び裂蹄を起こし、3ヶ月の休養の後中山の障害オープンへ出走したが3着に敗れた。そして本番の中山大障害（春）でも6頭立ての5番手から追い込んだが優勝したエリモイーグルから12馬身差の3着に終わった。続く障害オープン、東京障害特別（春）をそれぞれ、5着、3着と落とし、その後挫石を発症した。この後遺症が年末まで続き、暮れの大障害も後方のまま優勝したサクラオンリーから2.7秒差の6着と惨敗した。
1977年はまたも裂蹄を起こして3ヶ月の休養後、中山の障害ステークスに出走。4番人気と評価を落としていたが、2着のヤシマリュウを9馬身引き離して快勝し、中山大障害（春）へ。レースは4番人気ダンケルクが大逃げを打ち、バローネターフはソネラオーを見ながら3番手。最終第3コーナーで気合をつけると一気にダンケルクを抜き去り、2着となったソネラオーに2.3秒の差をつける独走で中山大障害を初制覇した。そして6月の東京障害特別でも早め先頭から押し切って優勝。この頃からそれまでの後方待機策から、先行から早めにスパートする積極策に切り替わった。
4ヶ月の休養後、秋の初めの2戦はそれぞれ4着、3着と1番人気を裏切ったが、東京障害特別を64kgの斤量ながら、外から追い込んだ60kgのトキワロッキーに3/4馬身差で春秋連覇を達成した。そして中山大障害では同年10戦8勝、春秋の京都大障害そして秋の阪神障害ステークスを制した関西馬ファンドリナイロとの一騎討ちとなった。レースでは逃げるファンドリナイロ、そして2番手の3番人気リバースポートの後ろを追走。大土塁でリバースポートが転倒すると他馬を大きく引き離して2頭のマッチレースとなったが、最終障害を越えてリードを広げ、ゴールではファンドリナイロに1.8秒の大差で春秋連覇を達成。3着のゴリョウチェスターはファンドリナイロから遅れること5.3秒で入線した。

### 1978年以降
3月の復帰戦で67kgを背負ってリバースポートに6馬身差で勝利。しかしこの年は美浦トレーニングセンター開場により中山競馬場から馬がいなくなり、中山の馬房に残ったバローネターフは気が抜けたように体重が増加したため、陣営は急ピッチで調整を行い中山大障害に向かった。大障害はわずか5頭立てで行われ、ファンドリナイロと再び対峙した。しかし軽快に逃げるファンドリナイロと対照的にバローネターフは追走に手間取り、直線で2番手のトキワロッキーを交わしたもののファンドリナイロから4馬身遅れて2着に入線した。
その後半年の休養後、10月28日の障害ステークスを大差で制して中山大障害に出走。またもファンドリナイロが2番人気となったが、ファンドリナイロは前走の京都大障害で5着に敗れており、大障害でも当初先頭に立ったものの大竹柵を越えてメジロコウズに先頭を譲り、大土塁から先は完全に脱落した。バローネターフは逆に大土塁を越えて先頭に立ち、最後は2番手にいたホワイトカイウンに1.9秒の大差で大障害3勝目を挙げた。
1979年は3月3日に出走する予定だった障害ステークスは右後脚の挫石のため出走取消となり、休み明けで臨んだ中山大障害だったが、レースは大逃げを打つファンドリナイロとメジロコウズをから離れた中段に位置し、最後の向こう正面でファンドリナイロ、次いでメジロコウズが一杯になると先頭を奪い、2着のホワイトカイウンに2.5秒差、4:38.5のレコードで4勝目を挙げた。
秋の復帰戦について、障害のオープンではどの競走でも70kg以上背負うことになるため陣営は、天皇賞・秋を前哨戦に選んだ。天皇賞を障害の試走に使うことに対して批判も起きたが、矢野はバローネターフが平地でも長距離なら出世したと考えており、1頭でも2頭でも抜ければ平地の脚があることを証明できるとして出走に踏み切った。バローネターフは13頭立ての最低人気だったが、後方追走から直線でメジロイーグルとバンブトンコートの2頭を抜いて11着に入線した。
そしてバローネターフの陣営はフジノオーが4連覇の際に使用していた重い鞍をフジノオーの調教師であった橋本輝雄から貸与してもらい、グランドマーチスが敗れた66kgを背負って中山大障害に出走した。秋に中京障害ステークス、阪神障害ステークスを制した関西のテキサスワイポンが8kg重いバローネターフとほぼ互角の評価を受けたが、クリノヤマと競り合い、気負いながら逃げていたテキサスワイポンにバローネターフは最後の坂路を越えて馬体を併せ、そして直線では4馬身の差をつけて史上初の中山大障害5勝を達成した。
バローネターフはこの年まで3年連続で最優秀障害馬を受賞していたが、これは2023年現在も他にオジュウチョウサンしか達成していない記録である。
1980年は大障害6勝目を目指す予定だったが、前年の大障害で左後肢の飛節を痛めて骨膜炎を発症したため引退。4月6日、春の大障害当日の昼休みに引退式が行われた。最後となった79年暮れの中山大障害勝利時のゼッケン6をつけ、根本騎手騎乗のもと詰めかけたファンから惜しみない声援が送られた。その後社台スタリオンステーションで種牡馬入りし、後年グランドマーチスと同じく岩手県の遠野市乗用馬生産組合に引き取られ、乗用馬やサラブレッド相手に繁殖生活を送った。

## 競走成績
- 1974年（6戦0勝）
- 1975年（12戦4勝）
- 1976年（8戦0勝）
- 1977年（7戦5勝）
  - 中山大障害（春）、中山大障害（秋）、東京障害特別（春）、東京障害特別（秋）
- 1978年（4戦3勝）
  - 中山大障害（秋）
- 1979年（3戦2勝）
  - 中山大障害（春）、中山大障害（秋）

## 主な騎乗騎手
- 平井雄二
- 根本康広

## 血統表
| バローネターフの血統（ハイペリオン系 / Gainsborough4×5=9.38%） | バローネターフの血統（ハイペリオン系 / Gainsborough4×5=9.38%） | バローネターフの血統（ハイペリオン系 / Gainsborough4×5=9.38%） | （血統表の出典）     | （血統表の出典） |
| 父 *バウンティアス Bounteous 1958 鹿毛                         | 父の父Rockefella 1941 黒鹿毛                                   | Hyperion                                                       | Gainsborough         | Gainsborough     |
| 父 *バウンティアス Bounteous 1958 鹿毛                         | 父の父Rockefella 1941 黒鹿毛                                   | Hyperion                                                       | Selene               |                  |
| 父 *バウンティアス Bounteous 1958 鹿毛                         | 父の父Rockefella 1941 黒鹿毛                                   | Rockfel                                                        | Felstead             | Felstead         |
| 父 *バウンティアス Bounteous 1958 鹿毛                         | 父の父Rockefella 1941 黒鹿毛                                   | Rockfel                                                        | Rockliffe            |                  |
| 父 *バウンティアス Bounteous 1958 鹿毛                         | 父の母Marie Elizabeth 1948 栗毛                                | Mazarin                                                        | Mieuxce              | Mieuxce          |
| 父 *バウンティアス Bounteous 1958 鹿毛                         | 父の母Marie Elizabeth 1948 栗毛                                | Mazarin                                                        | Boiarinia            |                  |
| 父 *バウンティアス Bounteous 1958 鹿毛                         | 父の母Marie Elizabeth 1948 栗毛                                | Miss Honor                                                     | Mr.Jinks             | Mr.Jinks         |
| 父 *バウンティアス Bounteous 1958 鹿毛                         | 父の母Marie Elizabeth 1948 栗毛                                | Miss Honor                                                     | Bayora               |                  |
| 母 キクホマレ 1957 鹿毛                                        | 母の父ハクリヨウ 1950 鹿毛                                     | *プリメロ Primero                                              | Blandford            | Blandford        |
| 母 キクホマレ 1957 鹿毛                                        | 母の父ハクリヨウ 1950 鹿毛                                     | *プリメロ Primero                                              | Athasi               |                  |
| 母 キクホマレ 1957 鹿毛                                        | 母の父ハクリヨウ 1950 鹿毛                                     | 第四バッカナムビューチー                                       | *ダイオライト        | *ダイオライト    |
| 母 キクホマレ 1957 鹿毛                                        | 母の父ハクリヨウ 1950 鹿毛                                     | 第四バッカナムビューチー                                       | バッカナムビューチー |                  |
| 母 キクホマレ 1957 鹿毛                                        | 母の母*サーミドール Thermidor 1949 鹿毛                        | Mid-Day Sun                                                    | Solario              | Solario          |
| 母 キクホマレ 1957 鹿毛                                        | 母の母*サーミドール Thermidor 1949 鹿毛                        | Mid-Day Sun                                                    | Bride of Allan       |                  |
| 母 キクホマレ 1957 鹿毛                                        | 母の母*サーミドール Thermidor 1949 鹿毛                        | Arisha                                                         | Rustom Pasha         | Rustom Pasha     |
| 母 キクホマレ 1957 鹿毛                                        | 母の母*サーミドール Thermidor 1949 鹿毛                        | Arisha                                                         | Arria F-No.4-c       |                  |